# Микова
Микова (слч. Miková) насељено је мјесто са административним статусом сеоске општине (слч. obec) у округу Стропков, у Прешовском крају, Словачка Република.

## Становништво
| Година:    | 1994. | 2004.   | 2014.   | 2024.   |
| ---------- | ----- | ------- | ------- | ------- |
| Број људи: | 175   | 158     | 148     | 136     |
| Разлика:   |       | -9,71 % | -6,32 % | -8,10 % |

| Година:    | 2023. | 2024.   |
| ---------- | ----- | ------- |
| Број људи: | 133   | 136     |
| Разлика:   |       | +2,25 % |

Према подацима о броју становника из 2024. године насеље је имало 136 становника.